# Mihail Pherekyde
Mihail Pherekyde (1842-1926) fue un político y diplomático rumano.

## Biografía
Nacido en Bucarest el 14 de noviembre de 1842, completó sus estudios en el liceo Louis-le-Grand de París (1850) y regresó su país natal en 1866 con el título de doctor en Derecho, siguiendo la carrera de abogado. Ingresó a la política militante en 1875. Formó parte del gabinete de Ion Brătianu como ministro de Justicia desde el 24 de abril de 1876 al 24 de julio del mismo año. El 25 de noviembre de 1878 tomó la cartera de Obras Públicas y la ocupó hasta el 11 de julio de 1879; luego, el 10 de abril de 1881, ingresó en el gabinete de Dimitrie Brătianu como ministro de Justicia hasta el 16 de noviembre, cuando fue enviado a París como ministro plenipotenciario, donde permaneció hasta 1884.  El 16 de diciembre de 1885 asumió la cartera del Ministerio de Asuntos Exteriores y la ocupó hasta 1888.  En 1895, fue elegido diputado del primer colegio de Ilfov, también fue elegido vicepresidente de la Cámara y el 31 de marzo de 1897 se le confió la cartera del Ministerio del Interior en el gabinete de Dimitrie Sturdza. Posteriormente volvió a desempeñar el cargo de ministro de Interior entre el 15 de diciembre de 1909 y el 5 de febrero de 1910. Falleció hacia finales de enero de 1926.